# Гренадины

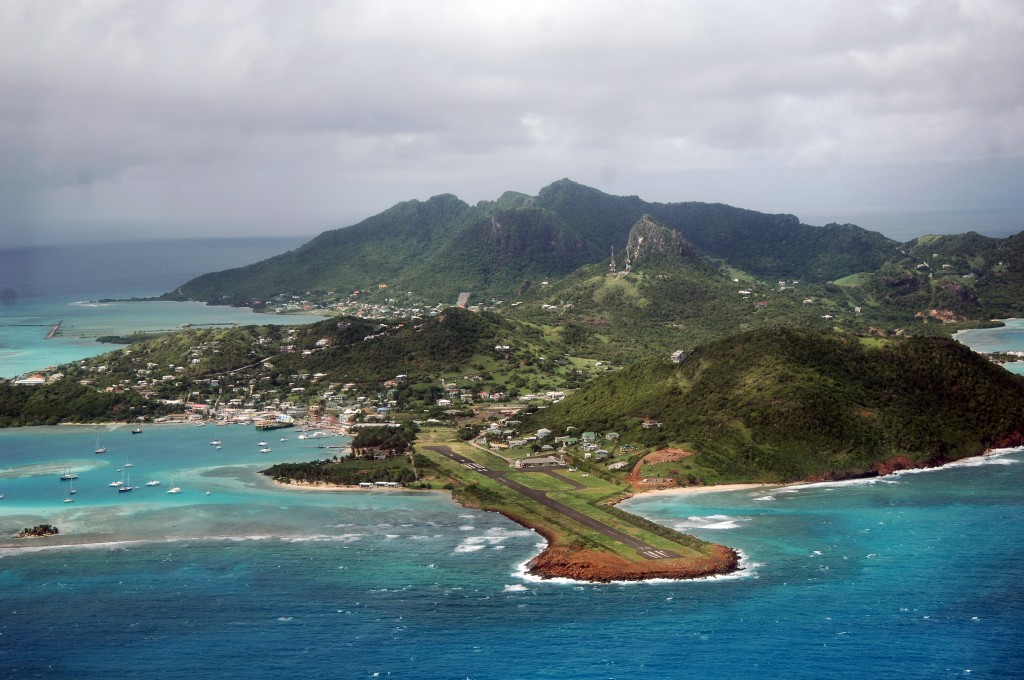
Гренадины. Остров Юнион

Гренади́ны (англ. Grenadines) — цепь вулканических островов (более 600) в южной части Наветренных островов (архипелаг Малые Антильские острова). Находятся в составе государств Гренада (южные острова) и Сент-Винсент и Гренадины (северные острова). Площадь 86 км². Население 16 240 человек (2012).

## География
Вытянуты на 100 км между островами Сент-Винсент и Гренада. Крупнейший остров — Карриаку (34 км²).

### Острова Сент-Винсента и Гренадин
- Бекия (Bequia) — 17 км2 (6,6 кв. миль), 5900 чел.
- Пти-Невис (Petit Nevis) — 0,29 км2 (0,11 кв. миль), необитаем
- Иль-ля-Кватре (Isle à Quatre) — 1,52 км2 (0,59 кв. миль), необитаем
- Беттовия (Bettowia) — 0,71 км2 (0,27 кв. миль), необитаем
- Балисо (Baliceaux) — 1,29 км2 (0,50 кв. миль), необитаем
- Саван (Savan) — 0,11 км2 (0,042 кв. миль), необитаем
- Пти-Мюстик (Petit Mustique) — 0,40 км2 (0,15 кв. миль), необитаем
- Мюстик (Mustique) — 5,70 км2 (2,2 кв. миль), 800 чел.
- Пти-Кануан (Petit Canouan) — 0,20 км2 (0,077 кв. миль), необитаем
- Кануан (Canouan) — 7,60 км2 (2,9 кв. миль), 1200 чел.
- Меро (Mayreau) — 2,10 км2 (0,81 кв. миль), 280 чел.
- Рифы Тобаго (Tobago Cays) — 0,25 км2 (0,097 кв. миль), необитаем
- Юнион (Union Island) — 9 км2 (3,5 кв. миль), 2700 чел.
- Малый Сент-Винсент (Petit Saint Vincent) — 0,46 км2 (0,18 кв. миль), 80 чел.
- Палм-Айленд (Palm Island) — 0,54 км2 (0,21 кв. миль), 30 чел.

### Острова Гренады
- Карриаку (Carriacou) — 34 км2 (13 кв. миль), 7400 чел.
- Салине (Saline) — 0,3 км2 (0,12 кв. миль), необитаем
- Фригеит (Frigate) — 0,4 км2 (0,15 кв. миль), необитаем
- Остров Ронде (Ronde Island) — 3,2 км2 (1,2 кв. миль), необитаем
- Остров Лардж (Large) — 0,5 км2 (0,19 кв. миль), необитаем
- Малый Мартиник (Petite Martinique) — 2,37 км2 (0,92 кв. миль), 900 чел.

## Экономика
Острова окаймлены прекрасными пляжами, окружены коралловыми рифами, в прибрежных водах рыбная ловля. Главная отрасль экономики — обслуживание туристов.